# Список участников Британской антарктической экспедиции (1910—1913)
Список участников Британской антарктической экспедиции (1910—1913) под началом Роберта Скотта на барке «Терра Нова».

## Береговая партия

### Офицеры
1. Роберт Фолкон Скотт — капитан флота, начальник экспедиции. Погиб в марте 1912 г., после достижения полюса.
2. Эдвард Эванс — лейтенант флота, командир «Терра Нова». В марте 1912 г. эвакуирован из Антарктики, с августа 1912 г. присвоено звание капитана 2-го ранга.
3. Виктор Кемпбелл — лейтенант спасательной службы, и. о. командира «Терра Нова», начальник партии на Земле Виктории.
4. Генри Бауэрс — лейтенант Корпуса морской пехоты. Погиб в марте 1912 г., после достижения полюса.
5. Лоуренс Отс — капитан 6-го Иннискилингского драгунского полка. Погиб в марте 1912 г., после достижения полюса.
6. Мюррей Левик — военный врач
7. Эдвард Аткинсон — паразитолог. Начальник зимовочной партии в сезон 1912—1913 гг.

### Научный штат
1. Эдвард Адриан Уилсон — зоолог, бакалавр медицины. Погиб в марте 1912 г., после достижения полюса.
2. Джордж Симпсон — метеоролог, Ph.D.. В марте 1912 г. покинул Антарктику.
3. Томас Гриффит Тейлор — геолог, бакалавр. В марте 1912 г. покинул Антарктику.
4. Эдвард Нельсон — биолог
5. Фрэнк Дебенхэм — геолог, бакалавр
6. Чарльз Райт — физик
7. Реймонд Пристли — геолог
8. Герберт Понтинг — фотограф, кинооператор. В марте 1912 г. покинул Антарктику.
9. Сесил Мирз — заведующий собаками и лошадьми. В марте 1912 г. покинул Антарктику.
10. Бернард Дей — инженер-механик. В марте 1912 г. покинул Антарктику.
11. Эпсли Черри-Гаррард — ассистент зоолога
12. Йенс Трюгве Гран — младший лейтенант ВМФ Норвегии, лыжный инструктор

### Технический персонал
1. У. Лэшли — старшина кочегаров, механик
2. У. Арчер — старший стюард
3. Томас Клиссолд — повар. В марте 1912 г. покинул Антарктику.
4. Эдгар Эванс — квартирмейстер. Погиб в марте 1912 г., после достижения Южного полюса.
5. Роберт Форд — квартирмейстер. В марте 1912 г. покинул Антарктику.
6. Том Крин — квартирмейстер
7. Томас Уильямсон — квартирмейстер
8. Патрик Кеохэйн — квартирмейстер
9. Джордж Эббот — квартирмейстер
10. Фрэнк Браунинг — квартирмейстер второго класса
11. Гарри Дикасон — матрос
12. Ф. Хупер — стюард
13. Антон Лукич Омельченко — конюх.
14. Дмитрий Семёнович Гирев — каюр

## Судовая партия

### Офицеры
1. Гарри Пеннел — лейтенант флота
2. Генри Ренник — лейтенант флота
3. Уилфрид Брюс — лейтенант флота
4. Фрэнсис Дрейк — ревизор, и. о. судового метеоролога
5. Деннис Лилли — судовой биолог
6. Джеймс Денистоун — заведующий лошадьми

### Рядовой состав
1. Альфред Читэм — боцман
2. Уильям Уильмс — старший механик
3. Уильям Хортон — механик
4. Фрэнсис Дэвис — штурман
5. Фредерик Парсонс — квартирмейстер
6. Уильям Хилд — квартирмейстер
7. Артур Бейли — квартирмейстер второго класса
8. Альберт Балсон — старший матрос
9. Джозеф Лиз — матрос
10. Джон Мэтер — квартирмейстер
11. Роберт Олифант — матрос
12. Томас МакЛеод — матрос
13. Мортимер МакКарти — матрос
14. Уильям Ноулс — матрос
15. Чарльз Уильямс — матрос
16. Джеймс Скелтон — матрос
17. Уильям МакДональд — матрос
18. Джеймс Пэтон — матрос
19. Роберт Бриссенден — старший матрос. Утонул в Новой Зеландии после возвращения.
20. Эдвард МакКензи — кочегар
21. Уильям Бартон — кочегар
22. Бернард Стоун — кочегар
23. Ангус МакДональд — угольщик
24. Томас МакГиллон — угольщик
25. Чарльз Ламинас — угольщик
26. У. Хилд — стюард

## Источник
- Скотт, Роберт Фолкон. Экспедиция к Южному полюсу. Пер. В. А. Островского. М.: Дрофа, 2007. ISBN 978-5-358-02109-9 — C. 542—545